# Regression mod gennemsnittet
Regression mod gennemsnittet er et statistisk fænomen, hvor hvis en variable er ekstrem i sin første måling, vil den være tættere på gennemsnittet ved den anden måling - og hvis den er ekstrem på sin anden måling, vil den være tættere på gennemsnittet ved den første måling. For at undgå at lave ukorrekte slutninger, skal regression mod gennemsnittet tages i betragtning, når man designer videnskabelige undersøgelser og tolker data.